# Ugo Moretti
Ugo Moretti (Orvieto, 1918 – Roma, 11 gennaio 1991) è stato un giornalista, scrittore e sceneggiatore italiano; fu uno dei protagonisti del neorealismo e della vita intellettuale romana del dopoguerra.

## Biografia
Ugo Moretti ebbe una carriera dispersiva e oscura, nonostante l'esordio promettente con Vento caldo, che ottenne il Premio Viareggio di Poesia ex aequo nel 1949 e che fu poi tradotto in otto Paesi. Accanto a quelli che sono considerati i suoi romanzi più significativi, va ricordata una nutrita produzione di gialli, sotto pseudonimo, di cui si è cominciato a parlare in seguito alla riproposta di uno di essi: "Doppia morte al Governo Vecchio" (1960 e 1990).
Moretti viene anche ricordato per le sue sceneggiature, tra le più famose: Doppio delitto (1977) e La mano nera (1973).
Nel 1965 ebbe anche un ruolo come attore nel film Con rispetto parlando.

## Opere
- Vento caldo (Trevi, Roma, 1949; readerforblind, Ladispoli, 2021, con prefazione di Marco Lupo)
- Gente al Babuino (Vallecchi, Firenze, 1955)
- Fortuna di notte (Vallecchi, Firenze, 1958)
- Doppia morte al Governo Vecchio (1960; Bariletti, Roma, 1990; con prefazione di M. Costanzo)
- Nuda ogni giorno (Canesi, Roma, 1961)
- Natale in casa d'appuntamento (1963)
- Più che donna (1968)
- Il gabbiano nero (Bariletti, Roma, 1991)

## Sceneggiature
- Viva la rivista! (1953)
- Afrodite, dea dell'amore (1958)
- I cavalieri del diavolo (1959)
- Scano Boa (1961)
- Gioventù di notte (1961)
- L'ultima carica (1964)
- L'uomo di Toledo (1965)
- Rita, la figlia americana (1967)
- L'harem (1967)
- Orgasmo (1969)
- La legione dei dannati (1969)
- Il Decamerone proibito (1972)
- Le mille e una notte all'italiana (1972)
- La mano nera (1973)
- Natale in casa d'appuntamento (1976)
- Doppio delitto (1977)
- La belva dalla calda pelle (1981)
- L'alcova (1985)

## Filmografia
- Con rispetto parlando (1965)